# Ctenucha mennisata
Ctenucha mennisata är en fjärilsart som beskrevs av Paul Dognin 1900. Ctenucha mennisata ingår i släktet Ctenucha och familjen björnspinnare. Inga underarter finns listade i Catalogue of Life.